# Otó I de Baviera
Pel duc Otó I de Baviera vegeu Otó I de Suàbia; pel duc Otó I de Wittelsbach o III de Baviera, vegeu Otó I de Wittelsbach
Otó I de Baviera (27 d'abril de 1848, Múnic - 11 d'octubre de 1916, Castell de Fürstenried) fou Rei de Baviera des de l'any 1886 i fins a l'any 1913 en què fou deposat a causa de la greu malaltia mental que patia.
Nascut a la ciutat de Múnic, capital del regne de Baviera, essent fill del rei Maximilià II de Baviera i de la princesa Maria de Prússia. Otó era net per via paterna del rei Lluís I de Baviera i de la princesa Teresa de Saxònia-Hildburghausen; i per via materna del príncep Guillem de Prússia i de la princesa Maria Anna de Hessen-Homburg.
Al llarg de les guerres de la dècada de 1860 i de 1870, el príncep Otó representà el seu germà, el rei Lluís II de Baviera, que havia refusat la seva participació en qualsevol acció bèl·lica. Otó s'enrolà a l'exèrcit bavarès, i com a representant del monarca assistí a la cerimònia del 18 de gener de l'any 1871 al Palau de Versalles on s'instaurà el Segon Imperi Alemany i es proclamà kàiser Guillem I de Prússia.
L'any 1886, el príncep Otó esdevingué rei de Baviera arran de la deposició del rei Lluís II de Baviera i la seva posterior mort. Malgrat tot, des de l'any 1875 el príncep Otó mostrà importants signes de patir greus trastorns mentals que aconsellaren apartar-lo del govern i la continuïtat de la Regència que havia estat instaurada en la persona del príncep Leopold de Baviera durant els últims dies del rei Lluís II de Baviera.
Otó estigué des de l'any 1875 confinat al Castell de Fürstenried sota supervisió mèdica constant. El dia 4 de novembre de l'any 1913 la Constitució de Baviera fou canviada per tal d'incloure la incapacitat mental com una de les causes de deposició del monarca. D'aquesta forma, Otó perdé la Corona en favor del seu cosí que esdevindria rei amb el nom de Lluís III de Baviera.
Morí el 1916 a l'edat de 68 anys. El cos del sobirà fou enterrat a l'església de Michaelskirche de Múnic.
La seva persona i la seva demència progressiva quedà evidenciada a la magnífica pel·lícula de Luchino Visconti, Ludwig, estrenada l'any 1976.

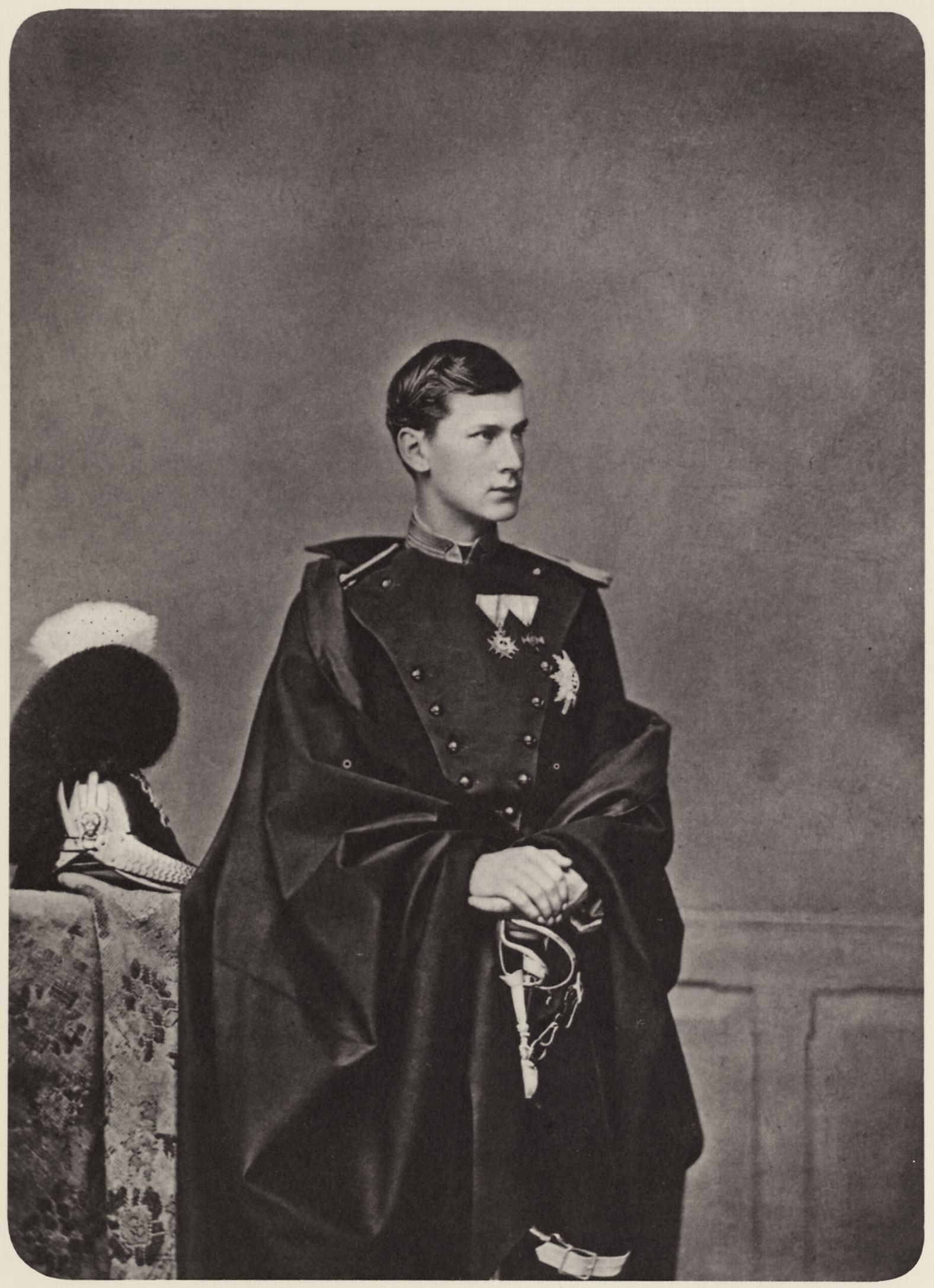
Otó I de Baviera